# Dubosary
Dubosary (rum. Dubăsari, ros. Дубоссары, Dubossary, ukr. Дубоссари, Dubossary) – miasto w Mołdawii (Naddniestrze), nad Dniestrem, ośrodek administracyjny rejonu Dubosary. Liczba mieszkańców w 2014 roku wynosiła 25 060 (ponad 50% to ludność rumuńskojęzyczna).
Nieopodal miejscowości Dubosary znajduje się elektrownia wodna.

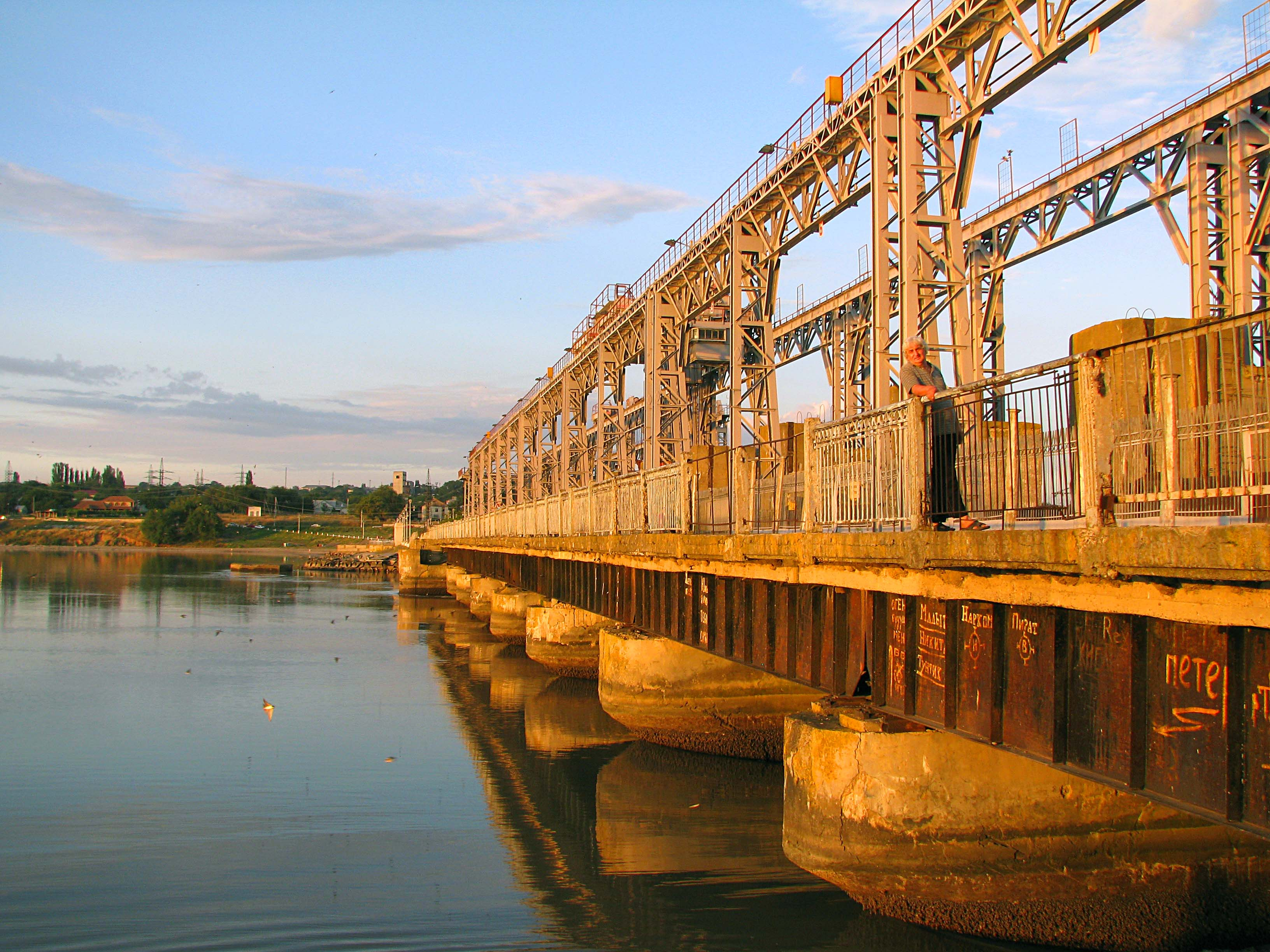
Zapora elektrowni wodnej Dubăsari
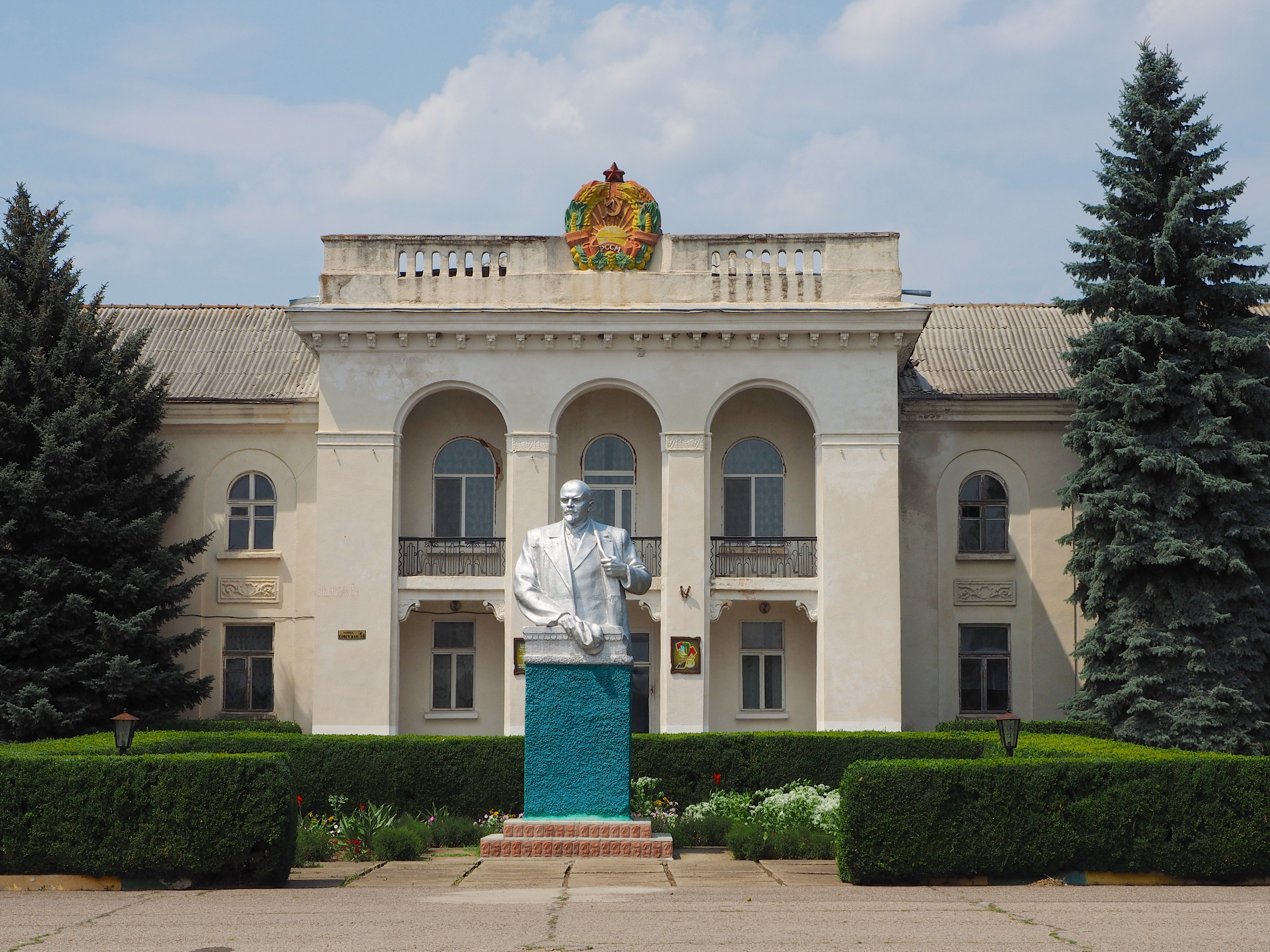
Kolegium sztuk wyzwolonych Dubăsari

## Współpraca
- Mołdawia: Bendery